# Antonio Campi

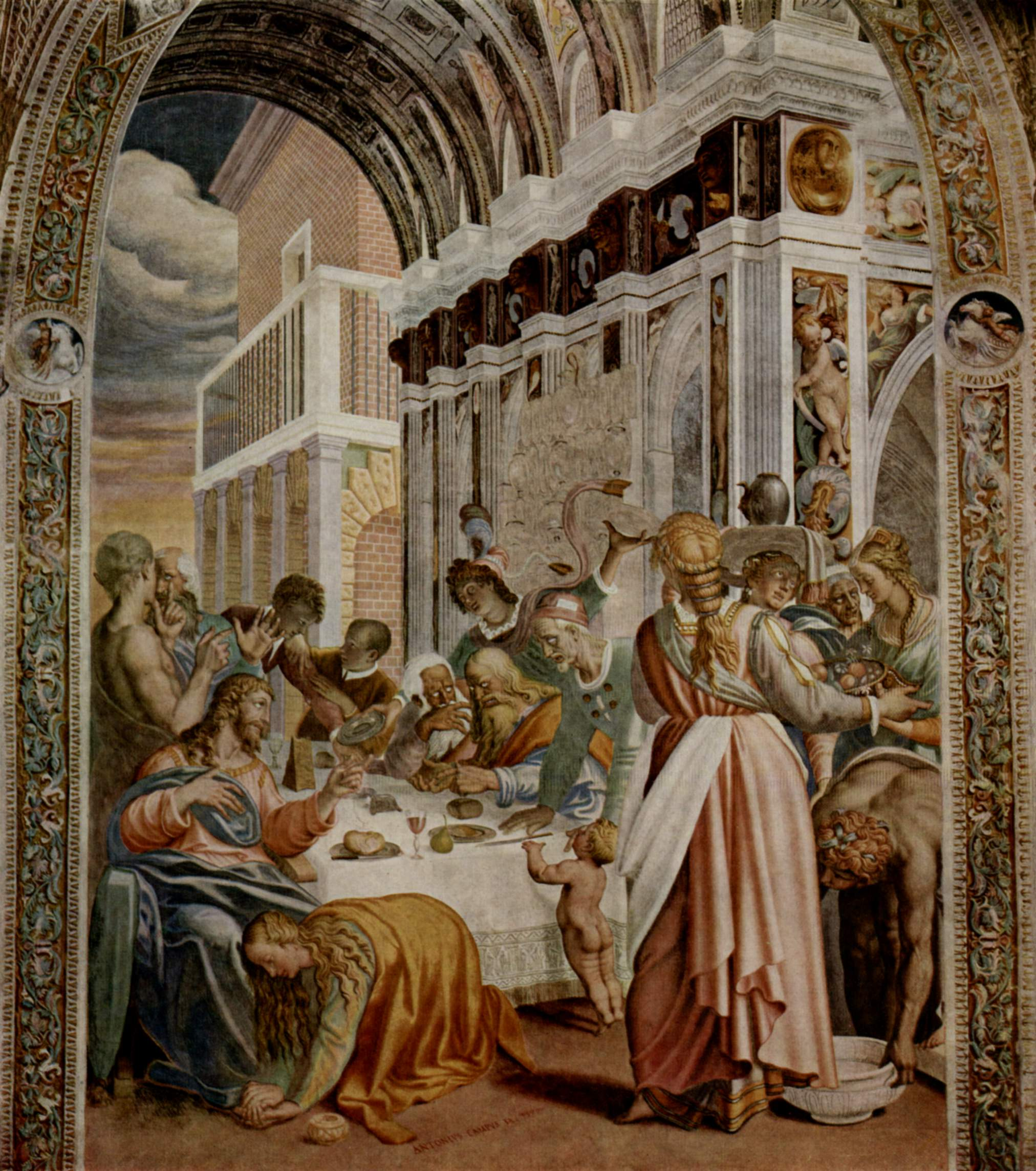
Abendmahl im Hause des Pharisäers

Antonio Campi (* um 1523 in Cremona; † 1587 ebenda) war ein italienischer Maler.

## Leben
Er war Sohn von Galeazzo Campi. Viele Mitglieder seiner Familie waren Maler: Vincenzo Campi war sein Bruder; Giulio Campi hingegen gilt als sein Halbbruder. Mit Bernardino Campi war er entfernt verwandt.
Antonio war ein gewandter Nachahmer Correggios. Er verband manieristische Elemente mit dem lombardischen Stil und hatte die Gewohnheit, selbst in heilige Gegenstände Zerrbilder einzuführen. Er gab eine (öfter aufgelegte) Chronik seiner Vaterstadt unter dem Titel Cremona fidelissima città illustrata etc. heraus.